# Findlay Range
Findlay Range – pasmo górskie w Górach Admiralicji w Ziemi Wiktorii w Antarktydzie Wschodniej.

## Nazwa
Nazwane przez New Zealand Antarctic Place-Names Committee (tłum. „Nowozelandzki Komitet ds. Nazewnictwa Antarktyki”) na cześć Roberta H. Findlay’a, geologa i kierownika wyprawy geologicznej New Zealand Antarctic Research Programme do regionu Findlay Range w latach 1981–1982 .  

## Geografia
Findlay Range to pasmo górskie w Górach Admiralicji w Ziemi Wiktorii w Antarktydzie Wschodniej . Rozciąga się równolegle do Lyttelton Range po zachodniej stronie, biegnąc od Grigg Peak do Sorensen Peak .  